# Manoscritto di Puy
Il manoscritto di Puy (in francese Le manuscrit du Puy) è un importante manoscritto musicale di musica sacra del primo periodo della Cathédrale Notre-Dame-de-l'Annonciation du Puy-en-Velay. Il manoscritto contiene canto monodico e polifonico e mottetti dal XII al XVI secolo. Il manoscritto è stato reso ampiamente noto grazie agli studi del musicologo svizzero Wulf Arlt e dalle esibizioni e registrazioni guidate da Dominique Vellard.